# قشلاق ميرزا علي
قشلاق ميرزا علي هي قرية في مقاطعة أرومية، إيران. يقدر عدد سكانها بـ 80 نسمة بحسب إحصاء 2016.